# Stephen Gauci
Stephen Gauci (New York, 1966) is een Amerikaanse jazzsaxofonist.

## Biografie
Gauci werkt sinds de jaren 1980 als een rechttoe rechtaan jazzmuzikant, maar richtte zich in de jaren 1990 op de avant-garde jazz, met onder andere Michael Bisio, Avram Fefer en Nels Cline. In 2004 nam hij het album Long Night Waiting op in trio met Bisio en Jay Rosen voor het avant-garde-label Cadence Jazz Records. Gauci werkt ook samen met een trio van bassist Terence Murren en drummer Jeremy Carlstedt.
In 2007 nam hij het album Substratum op  voor CIMP met zijn trio van Jay Rosen en Michael Bisio. Het album The Basso Continuo werd opgenomen met de twee contrabassisten Bisio en Ingebrigt Håker Flaten en met trompettist Nate Wooley. In juni 2009 trad hij op met Michael Bisio en zijn Stephen Gauci 4tet met Lou Grassi, Kenny Wessel en Ken Filiano op het Jazzfest Villach.

## Discografie
- 2004: Long Night Waiting (Cadence) met Michael Bisio en Jay Rosen
- 2004: We're Comin' Just One Time (Cadence) met Terence Murren en Jeremy Carlstedt
- 2005: First, Keep Quiet (CIMP) met Todd Nicholson en J. Carlstedt
- 2006: Stephen Gauci/ Reuben Radding/ Todd Capp – The First Thrid (577 Records)
- 2007: Substratum (CIMP)
- 2011: Stephen Gauci/Kris Davis/Michael Bisio: Three (Clean Feed)
- 2020: Stephen Gauci / Eli Wallace / Kevin Shea: Live at the Bushwick Series! (Gaucimusic)